# The Black Eyed Peas

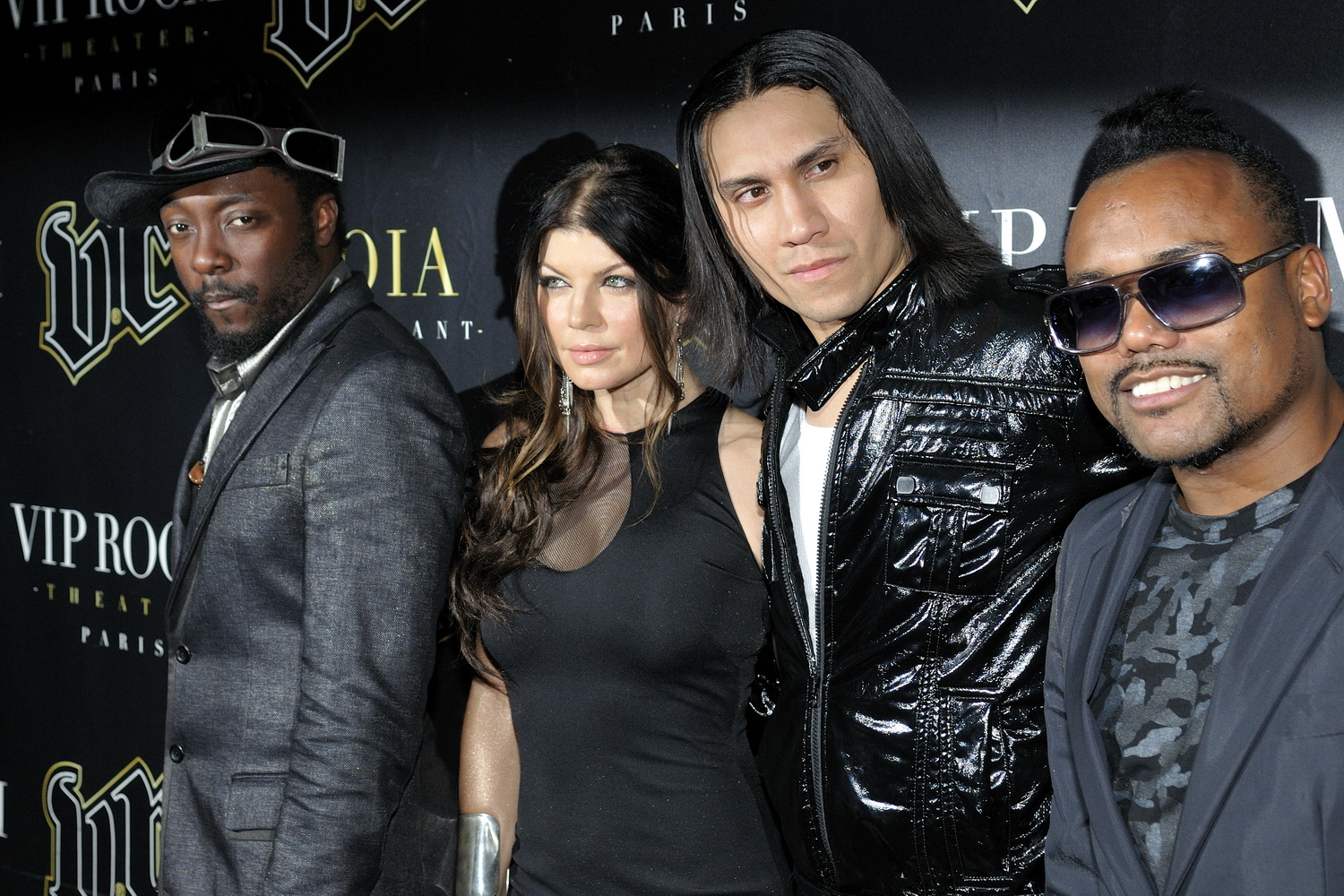
Black Eyed Peas

The Black Eyed Peas és una formació musical estatunidenca de hip-hop que barreja soul, pop i rap, tres vegades guanyadora de premis Grammy. Originaris de Los Angeles (Califòrnia), el seu èxit va arribar amb el llançament de l'àlbum «Elephunk» i la integració de Fergie al grup l'any 2003, amb els quals van obtenir la fama mundial abandonant el hip-hop underground pel pop mainstream; entre els seus àlbums, destaquen, «Monkey Business», i el seu darrer treball The E.N.D (the energy never dies). Els seus èxits més grans d'àmbit mundial han estat «Let's get it started», «Hey Mama», «Pump It», «Where Is the Love?», «Shut Up», «Don't Phunk With My Heart», «My Humps», «I Gotta Feeling», que és el single digital més venut de tots els temps, i «Rock That Body» Actualment el grup està format per will.i.am, Fergie, Apl.de.ap i Taboo.

## Membres
| Àlies     | Nom real            | Anys actiu |
| --------- | ------------------- | ---------- |
| will.i.am | William James Adams | 1995–2011  |
| apl.de.ap | Allan Pineda Lindo  | 1995–2011  |
| Taboo     | Jaime Luis Gómez    | 1995–2011  |
| Fergie    | Stacy Ann Ferguson  | 2003–2011  |

| Àlies    | Nom real          | Anys actiu |
| -------- | ----------------- | ---------- |
| Kim Hill | Kimberley Lockett | 1995–2002  |

Cronologia

## Discografia
- 1992: Grass Roots (com Atban Klann)
- 1998: Behind the Front
- 2000: Bridging The Gap
- 2003: Elephunk
- 2005: Monkey Business
- 2006: Renegotiations: The Remixes
- 2009: The E.N.D
- 2010: The Beginning

## DVD
- 2004: "Behind the Bridge to Elephunk"
- 2006: "Bring in the Noise, Bring in the Phunk"
- 2006: "Live From Sidney To Las Vegas"

## Gires
- Van's Warped Tour (1999)
- Elephunk Tour (2004)
- Honda Civic Tour (2006)
- Monkey Business World Tour (2006)
- Black Blue & You World Tour (2007)
- The E.N.D. World Tour (2009 - 2010)

## Grammys

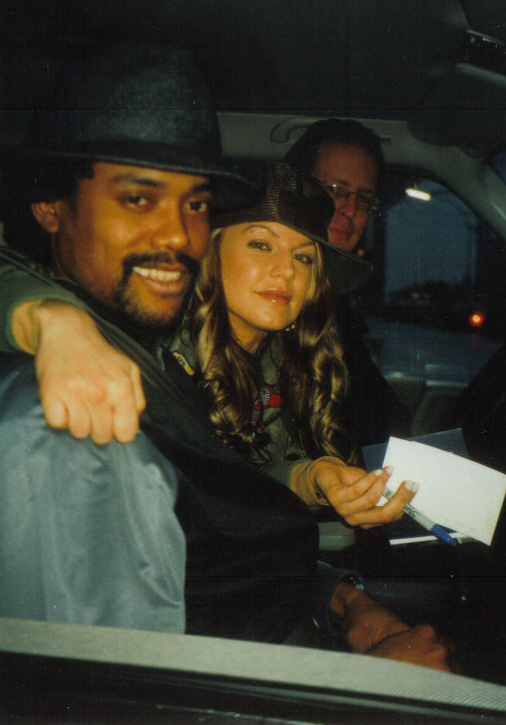
Will.i.am i Fergie

| Categoria                              | Cançó                       | Any  | Resultat  |
| -------------------------------------- | --------------------------- | ---- | --------- |
| Gravació de l'Any                      | "Where Is the Love?"        | 2004 | Nominat   |
| Millor Col·laboració d'una cançó Rap   | "Where Is the Love?"        | 2004 | Nominat   |
| Cançó de l'Any                         | "Let's Get It Started"      | 2005 | Nominat   |
| Millor Actuació Rap d'un Grup o Duet   | "Let's Get It Started"      | 2005 | Nominat   |
| Millor Cançó Rap                       | "Let's Get It Started"      | 2005 | Nominat   |
| Millor Actuació Rap d'un Grup o Duet   | "Don't Phunk with My Heart" | 2006 | Guanyador |
| Millor Cançó Rap                       | "Don't Phunk with My Heart" | 2006 | Nominat   |
| Millor Actuació Pop per un Grup o Duet | "Don't Lie"                 | 2006 | Nominat   |
| Millor Col·laboració d'una cançó Pop   | "Gone Going"                | 2006 | Nominat   |
| Millor Actuació Pop per un Grup o Duet | "My Humps"                  | 2007 | Guanyador |
| Àlbum de l'Any                         | "The E.N.D."                | 2010 | Nominat   |
| Millor Àlbum pop                       | "The E.N.D."                | 2010 | Nominat   |
| Cançó de l'Any                         | "I Gotta Feeling"           | 2010 | Nominat   |
| Millor Actuació Pop per un Grup o Duet | "I Gotta Feeling"           | 2010 | Nominat   |
| Millor Actuació Dance                  | "Boom Boom Pow"             | 2010 | Nominat   |
| Millor Videoclip Curt                  | "Boom Boom Pow"             | 2010 | Nominat   |

## Altres mitjans
Al juny del 2011 Ubisoft va anunciar que desenvolupaven The Black Eyed Peas Experience, un videojoc de dansa per a Kinect i Wii. L'11 de novembre de 2011, el videojoc va ser llançat internacionalment en associació amb Ubisoft.